# تكيف اجتماعي توقعي

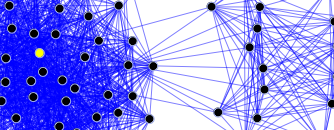

التكيف الاجتماعي التوقعي هو العملية التي تتم بتسهيل من التفاعلات الاجتماعية، والتي يتعلم فيها الأعضاء غير المنتمين لجماعة معينة الاضطلاع بقيم وعادات الجماعات التي يتطلعون إلى الانضمام إليها، وذلك لتسهيل انضمامهم إلى الجماعة ومساعدتهم على التفاعل بكفاءة بمجرد قبولهم فيها. إنها عملية تغيير مواقف وسلوكيات المرء، استعدادًا لإحداث تحول في دور هذا الشخص. ومن بين الكلمات التي ترتبط عادة بالتكيف الاجتماعي التوقعي التهيئة، والاستعراض والتدريب والتمرين.
وتعود جذور مفهوم التكيف الاجتماعي التوقعي، الذي تم تعريفه لأول مرة من قِبل عالم الاجتماع روبرت كي ميرتون، إلى دراسة تم إجراؤها عام 1949 خاصة بالجيش الأمريكي والتي وجدت أن الجنود الذين تأسوا في مواقفهم وسلوكياتهم بمواقف وسلوكيات الضباط كانوا الأوفر حظًا في الترقية من أولئك الذين لم يتأسوا بمواقف وسلوكيات الضباط.
عندما يُمنع الأشخاص من الدخول في جماعة ربما أرادوا الانضمام إليها، فإنهم يرفضون قيم وعادات، تجمع الجماعة وكبديل يبدأون عملية التكيف الاجتماعي التوقعي مع جماعات أكثر تقبلاً لهم. والأشخاص الذين يقومون بذلك، على سبيل المثال، هم المراهقون المحرومون اقتصاديًا الذين يتطلعون ليصبحوا تجار مخدرات بدلاً من أن يصبحوا مهنيين محترفين، يتعرضون في بعض الأحيان للانتقاد لافتقارهم للحافز، ومع ذلك يقول علماء الاجتماع إنهم ببساطة يقومون بالتكيف العملي مع الفرص المتاحة لديهم.
ومن بين الأمثلة على التكيف الاجتماعي التوقعي طلاب كليات الحقوق الذين يتعلمون كيف يتخذون سلوكًا مثل المحامين والأشخاص كبار السن الذين يستعدون للتقاعد وأطفال المورمون الذين يتأهبون ليصبحوا مبشرين.